# Brasil en la Copa Mundial de Fútbol de 2014
La Copa Mundial de Fútbol de 2014 fue la vigésima vez que la Selección de fútbol de Brasil participó en una Copa del Mundo. Fue y sigue siendo el único país que participó en todas las ediciones del torneo FIFA.
El entrenador era Luiz Felipe Scolari y el capitán Thiago Silva. Brasil organizó el torneo por segunda vez en su historia y terminó en la cuarta posición.

## Preparación

### Campamento base
En diciembre de 2012 el presidente de la Confederación Brasileña de Fútbol (CBF) José Maria Marin anunció que la selección brasileña haría uso de las instalaciones del Centro de Entrenamiento Almirante Heleno Nunes propiedad del club Vasco da Gama y ubicado en el barrio Granja Comary en el municipio de Teresópolis.
Aunque desde un inicio el Centro de Entrenamiento Heleno Nunes era de la preferencia de la CBF había cierta duda en la fecha de finalización de las obras por lo que se consideraron otras alternativas, incluso Luiz Felipe Scolari había anunciado como posibilidad el centro de entrenamiento de las categorías básicas del club São Paulo en caso la primera opción no fuese posible. Sin embargo en octubre de 2013 se confirmó a Granja Comary como casa de la selección brasileña durante la copa mundial 2014, también se acordó entre el comité organizador local (COL) y la FIFA «que no era posible para otra selección escoger Granja Comary pues esta estaba reservada para Brasil» según informó Frederico Nantes, gerente general de competición del COL.
El complejo entró en proceso de reforma en enero de 2013 y se reinauguró el 26 de marzo de 2014, los cambios van desde la reconstrucción total de las habitaciones de los jugadores y de la comisión técnica, además de una mejoría del gimnasio, el departamento médico y de las áreas de prensa.

### Gestión técnica
La CBF invitó a Muricy Ramalho a ser el seleccionador para iniciar el ciclo mundialista de 2014. Muricy rechazó el trabajo y lo atribuyó al contrato que había firmado con el Fluminense, líder del Campeonato Brasileño de Fútbol 2014. 
Brasil pasó a ser dirigida por Mano Menezes, anunciado el 24 de julio de 2010. El técnico no consiguió ganar la Copa América 2011 ni los Anexo:Fútbol en los Juegos Olímpicos de Londres 2012. João Havelange criticó a Mano Menezes: "Creo que el entrenador hizo un análisis, algo por el estilo, pero es un imbécil, perdón por la expresión. Y todo esto, si no lo cambiamos, no conseguiremos nada. Si yo fuera presidente, mi entrenador sería Scolari, con Parreira a la cabeza. Experiencia total, dos hombres de carácter, íntegros y correctos. No tengo nada que decir de él porque no lo conozco, pero no está consiguiendo nada".
Con Mano, el equipo alcanzó el 13º lugar en la Clasificación mundial de la FIFA. Creada en 1993, fue la peor clasificación de Brasil en su historia. El presidente de la CBF, José Maria Marin, exigió que Fred y Diego Cavalieri fueran convocados para el Superclásico de las Américas de 2012. Mano cumplió y ganó el título, pero fue despedido después de la competición.
En 2022, Mano declaró: "Creo que llegué muy rápido a la selección brasileña. Pero también creo que uno no dice 'no' a invitaciones como ésta. Es como llegar a un gran club. No puedes decir: 'No creo que esté preparado'. Incluso puedes rezar para que no te llegue la invitación cuando no te parezca bien, pero cuando te llega, tienes que ir". La selección brasileña de la misma manera"
La sugerencia de Havelange fue aceptada y Luis Felipe Scolari fue anunciado como nuevo seleccionador el 28 de noviembre de 2012. Con Carlos Alberto Parreira como su asistente. El entrenador llegó con un 66% de aprobación popular. En un amistoso contra Chile en Belo Horizonte, Ronaldinho llegó tarde y borracho, según se informó. Así, según el periodista Jorge Kajuru, Felipão lo descartó para el Mundial.
Brasil ganó la Copa FIFA Confederaciones 2013 con una paliza a España, bicampeona de Europa. La presidenta Dilma Roussef dijo que su gobierno era "estándar Felipão". Tostão analizó: "Parece que ganar la Copa Confederaciones, un torneo de preparación para el Mundial y sin un gran nivel técnico, es el motivo de tanta euforia, de que Felipão sea tan adulado, de que todos los jugadores se conviertan en estrellas y tengan derecho a ser titulares en el Mundial".
El delantero Diego Costa, que estaba en buena forma en el Chelsea, se ha nacionalizado español y prefiere jugar con España. "Está dando la espalda a un sueño de millones, el de representar a nuestra selección pentacampeona en un Mundial en Brasil", dijo entonces Felipão, tras su convocatoria.

### Amistosos previos
Los siguientes son los partidos amistosos disputados por la Selección de Brasil luego de su participación en la Copa FIFA Confederaciones 2013.
| 14 de agosto de 2013 | Suiza                 | 1:0 (0:0) | Brasil | St. Jakob-Park, Basilea, Suiza |                           |
|                      | Dani Alves 54' (a.g.) | Reporte   |        | Árbitro(s): Deniz Aytekin      | Árbitro(s): Deniz Aytekin |

| 7 de septiembre de 2013 | Brasil                                                             | 6:0 (3:0) | Australia | Estádio Nacional Mané Garrincha, Brasilia, Brasil |                                        |
|                         | Jô 8' 34' · Neymar 35' · Ramires 58' · Pato 72' · Luiz Gustavo 84' | Reporte   |           | Árbitro(s): Enrique Cáceres Villafante            | Árbitro(s): Enrique Cáceres Villafante |

| 10 de septiembre de 2013 | Brasil                                 | 3:1 (2:1) | Portugal     | Estadio Gillette, Foxboro, Estados Unidos |                         |
|                          | Thiago Silva 24' · Neymar 34' · Jô 49' | Reporte   | Meireles 18' | Árbitro(s): Juan Guzmán                   | Árbitro(s): Juan Guzmán |

| 12 de octubre de 2013 | Corea del Sur | 0:2 (0:1) | Brasil                 | Estadio Mundialista de Seúl, Seúl, Corea del Sur            |                                                             |
|                       |               | Reporte   | Neymar 43' · Oscar 48' | Asistencia: 65,308 espectadores Árbitro(s): Ravshan Irmatov | Asistencia: 65,308 espectadores Árbitro(s): Ravshan Irmatov |

| 15 de octubre de 2013 | Brasil               | 2:0 (0:0) | Zambia | Estadio Nacional de Pekín, Pekín, China |                    |
|                       | Oscar 59' · Dedé 66' | Reporte   |        | Árbitro(s): Fan Qi                      | Árbitro(s): Fan Qi |

| 16 de noviembre de 2013 | Honduras | 0:5 (0:1) | Brasil                                                        | Estadio Sun Life, Miami, Estados Unidos |                         |
|                         |          | Reporte   | Bernard 22' · Dante 55' · Maicon 66' · Willian 70' · Hulk 74' | Árbitro(s): Dave Gantar                 | Árbitro(s): Dave Gantar |

| 19 de noviembre de 2013 | Brasil                 | 2:1 (1:0) | Chile      | Rogers Centre, Toronto, Canadá |                             |
|                         | Hulk 14' · Robinho 79' | Reporte   | Vargas 71' | Árbitro(s): Silviu Petrescu    | Árbitro(s): Silviu Petrescu |

| 5 de marzo de 2014 | Sudáfrica | 0:5 (0:2) | Brasil                                              | Estadio Soccer City, Johannesburgo, Sudáfrica |                                         |
|                    |           | Reporte   | Oscar 10' · Neymar 41' 46' 90'+1' · Fernandinho 79' | Árbitro(s): Antonio Muachihuissa Caxala       | Árbitro(s): Antonio Muachihuissa Caxala |

| 3 de junio de 2014 | Brasil                                               | 4:0 (2:0) | Panamá | Estadio Serra Dourada, Goiânia, Brasil |                         |
|                    | Neymar 27' · Dani Alves 40' · Hulk 46' · Willian 73' | Reporte   |        | Árbitro(s): Raúl Orosco                | Árbitro(s): Raúl Orosco |

| 6 de junio de 2014 | Brasil   | 1:0 (0:0) | Serbia | Estadio Morumbi, São Paulo, Brasil |                             |
|                    | Fred 58' | Reporte   |        | Árbitro(s): Enrique Cáceres        | Árbitro(s): Enrique Cáceres |

## La convocatoria
Brasil llegó a afrontar su vigésimo mundial sin disputar las eliminatorias sudamericanas y con el título de campeón de la Copa FIFA Confederaciones 2013 como el antecedente más reciente de una partición en un torneo oficial. El técnico Luiz Felipe Scolari decidió conformar su plantilla con la mayoría de jugadores que lograron el campeonato de la Copa Confederaciones y dejó de lado a experimentados jugadores como Ronaldinho, Kaká y Robinho; y a otros futbolistas que venían de realizar una buena temporada como Philippe Coutinho, Miranda, Filipe Luís y Lucas Moura aunque los últimos tres fueron incluidos en la lista provisional de 30 convocados. 16 jugadores formaron parte del equipo que ganó la Copa Confederaciones. Las ausencias de Filipe Luís y Miranda, que realizaran una gran campaña con el Atlético de Madrid, fueron las más mencionadas. El lateral se quejó de que "falta criterio" de Felipão y de que los jugadores no son convocados porque "lo merezcan, sino porque la lista se basa en la preferencia del seleccionador". Para The Guardian, las sorpresas fueron las ausencias de Kaká y Philippe Coutinho.
Según Felipão: "Aquella noche (en 2002) tuve que improvisar, porque sabía que no iba a ser bien recibido en Río, dormí en otro hotel que nadie sabía dónde estaba, tuve una estrategia un poco diferente. Ayer no tuve que hacer eso, caminé por Barra da Tijuca, cerca del hotel en el que me alojo, es una situación más tranquila que en aquella ocasión. Sé que alguna que otra convocatoria no será del agrado de A, B o C, pero no con el mismo clamor que aquella vez, ahora todo está muy tranquilo. Llevamos tiempo trabajando para formar este equipo, y esta vez ha sido relativamente más fácil".
Los preparativos de la selección brasileña para el Mundial comenzaron el 26 de mayo. El 27 de mayo, el cuñado de Luiz Felipe Scolari murió de cáncer. El 10 de mayo, un sobrino del entrenador murió en un accidente de coche. Durante los preparativos, Luciano Huck, presentador de TV Globo, interrumpió un entrenamiento para grabar un reportaje. Antes del inicio del evento, UOL publicó que la selección brasileña había entrenado casi un 25% menos de lo previsto. La razón alegada fue la agotadora temporada europea.

## Lista de jugadores
El 24 de abril de 2014, Luiz Felipe Scolari anticipó la convocatoria de nueve jugadores. La lista se completó el 7 de mayo cuando Scolari brindó en conferencia de prensa la nómina oficial de 23 convocados para asistir al mundial. La numeración de los jugadores fue oficializada por la CBF el 2 de junio.
| #     | Nac | Nombre              | Posición            | Edad                | PJ Sel              | G                   | Club                  |
| ----- | --- | ------------------- | ------------------- | ------------------- | ------------------- | ------------------- | --------------------- |
| 1     |     | Jefferson           | Portero             | 31                  | 9                   | 0                   | Botafogo              |
| 2     |     | Dani Alves          | Defensa             | 31                  | 75                  | 6                   | FC Barcelona          |
| 3     |     | Thiago Silva        | Defensa             | 29                  | 46                  | 2                   | Paris Saint-Germain   |
| 4     |     | David Luiz          | Defensa             | 27                  | 36                  | 0                   | Chelsea               |
| 5     |     | Fernandinho         | Centrocampista      | 29                  | 7                   | 1                   | Manchester City       |
| 6     |     | Marcelo             | Defensa             | 26                  | 31                  | 4                   | Real Madrid           |
| 7     |     | Hulk                | Delantero           | 27                  | 35                  | 9                   | Zenit San Petersburgo |
| 8     |     | Paulinho            | Centrocampista      | 25                  | 26                  | 5                   | Tottenham Hotspur     |
| 9     |     | Fred                | Delantero           | 30                  | 33                  | 17                  | Fluminense            |
| 10    |     | Neymar Jr.          | Delantero           | 22                  | 49                  | 31                  | FC Barcelona          |
| 11    |     | Oscar               | Centrocampista      | 22                  | 31                  | 9                   | Chelsea               |
| 12    |     | Júlio César         | Portero             | 34                  | 80                  | 0                   | Toronto               |
| 13    |     | Dante               | Defensa             | 30                  | 12                  | 2                   | Bayern Múnich         |
| 14    |     | Maxwell             | Defensa             | 32                  | 9                   | 0                   | Paris Saint-Germain   |
| 15    |     | Henrique            | Defensa             | 27                  | 5                   | 0                   | Napoli                |
| 16    |     | Ramires             | Centrocampista      | 27                  | 42                  | 4                   | Chelsea               |
| 17    |     | Luiz Gustavo        | Centrocampista      | 26                  | 19                  | 1                   | Wolfsburgo            |
| 18    |     | Hernanes            | Centrocampista      | 29                  | 24                  | 2                   | Inter de Milán        |
| 19    |     | Willian             | Centrocampista      | 25                  | 7                   | 2                   | Chelsea               |
| 20    |     | Bernard             | Delantero           | 21                  | 11                  | 1                   | Shakhtar Donetsk      |
| 21    |     | Jô                  | Delantero           | 27                  | 27                  | 5                   | Atlético Mineiro      |
| 22    |     | Victor              | Portero             | 31                  | 6                   | 0                   | Atlético Mineiro      |
| 23    |     | Maicon              | Defensa             | 32                  | 72                  | 7                   | Roma                  |
| D. T. |     | Luiz Felipe Scolari | Luiz Felipe Scolari | Luiz Felipe Scolari | Luiz Felipe Scolari | Luiz Felipe Scolari | Luiz Felipe Scolari   |

Los siguientes jugadores no formaron parte de la nómina definitiva de 23 jugadores pero fueron incluidos en la lista provisional de 30 futbolistas que la Confederación Brasileña de Fútbol envió a la FIFA.
| Nombre          | Posición       | Edad | PJ Sel | G | Club                |
| --------------- | -------------- | ---- | ------ | - | ------------------- |
| Diego Cavalieri | Portero        | 31   | 3      | 0 | Fluminense          |
| Miranda         | Defensa        | 29   | 7      | 0 | Atlético de Madrid  |
| Filipe Luís     | Defensa        | 28   | 4      | 0 | Atlético de Madrid  |
| Rafinha         | Defensa        | 28   | 2      | 0 | Bayern Múnich       |
| Lucas Leiva     | Centrocampista | 27   | 24     | 0 | Liverpool           |
| Lucas Moura     | Centrocampista | 21   | 31     | 4 | Paris Saint-Germain |
| Alan Kardec     | Delantero      | 25   | 0      | 0 | São Paulo           |

## Campaña

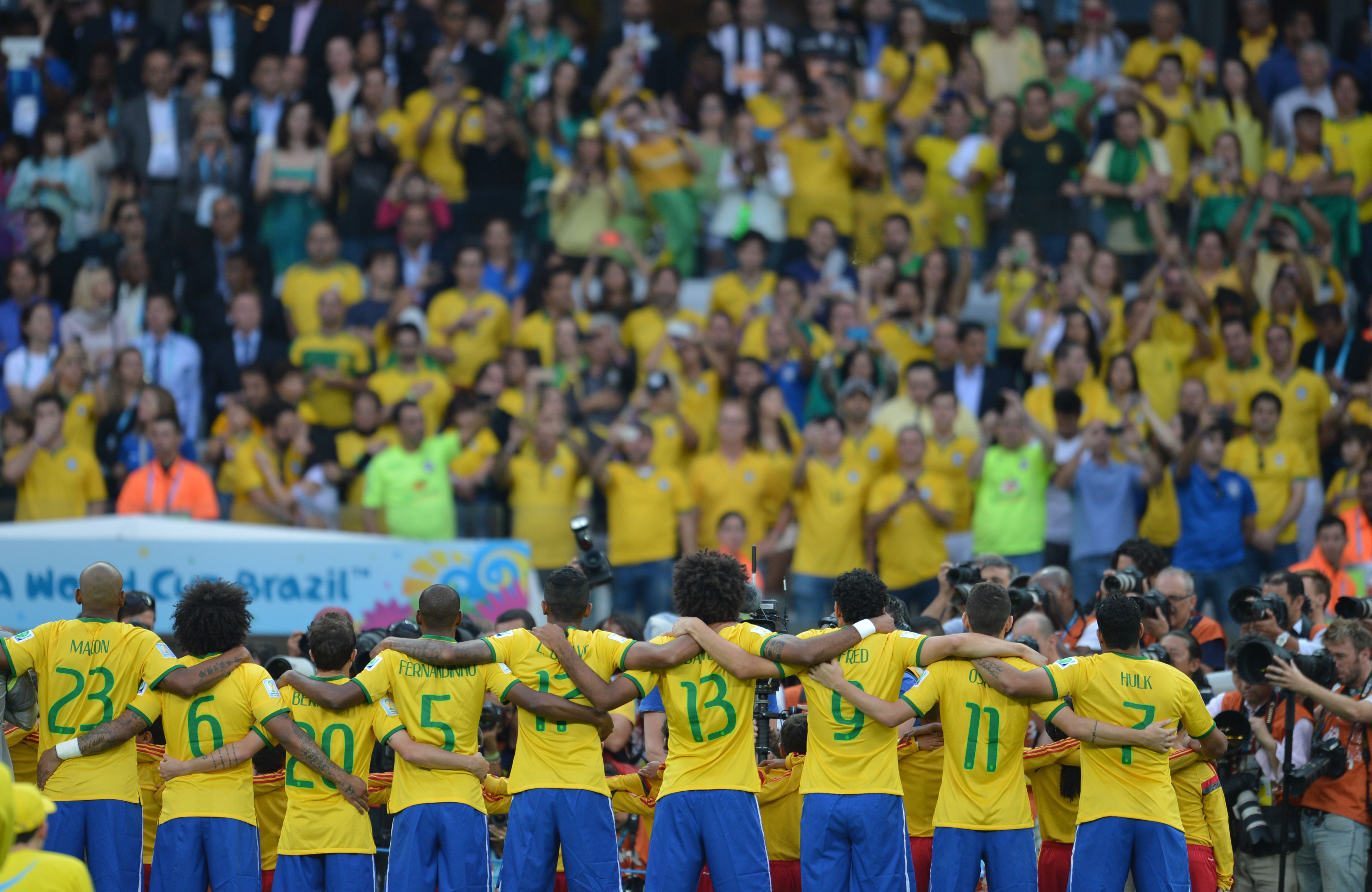
Imagen del combinado brasileño antes del partido contra Alemania

El sorteo de la fase final del mundial determinó que Brasil, designado al grupo A con antelación por ser el país anfitrión. Comparte su grupo con Croacia, México y Camerún
Los brasileños ya se habían enfrentado con las tres selecciones rivales en ediciones anteriores del mundial. Jugaron con Croacia en el 2006 a la que derrotaron por un gol a cero; con México coincidieron en tres mundiales, las ediciones de 1950, 1954 y 1962, en todas ellas los brasileños salieron victoriosos con resultados de 4-0, 5-0, y 2-0, respectivamente; mientras que con Camerún jugaron en el mundial de 1994 con victoria a favor de Brasil por un marcador de 2-0. Todos estos partidos se jugaron en la fase de grupos de la respectiva edición.
Enmarcado en el Grupo A Brasil inició su participación con una victoria sobre Croacia por 3-1, en su segundo partido no pasó del empate a cero contra México pero en la última fecha goleó a Camerún por 4-1 y de esa manera logró avanzar a octavos de final como líder de su grupo, sin embargo el funcionamiento del equipo no convencía y era Neymar el jugador que lideraba en ataque y sacaba de apuros a su equipo cuando las cosas no salían como se esperaba. Neymar terminó la fase de grupos con 4 goles anotados y siendo el jugador más importante para su selección. Según Fred: "Queríamos ser el centro de atención. Estaba Paulinho, que era un tipo que se metía en el área, pero luego era mucho juego individual, Paulinho quería entrar y llegar. Pero si pasaba para meterse en el área, a veces no había centro, y si perdía [el balón] tenía que volver (...) Así que al tercer partido, él decía: 'Tío, yo ni voy'. Yo, que no estaba teniendo tanto el balón, dije: "No voy a salir del área", estaba más pegado al área, porque sólo iba a llegar un balón. Teníamos que ser más colectivos.
En octavos de final Brasil se enfrentó a Chile, los chilenos lograron llevar el partido hasta la definición por penales empatando el partido 1-1 en los 120 minutos de juego, los brasileños se impusieron en los penales aún habiendo fallado dos de sus cinco tiros contra los tres tiros que erraron los chilenos, el marcador de los penales terminó 3-2 y Brasil sacó adelante un complicado partido para avanzar a los cuartos de final. A los 15 minutos de la segunda parte de la prórroga, el delantero chileno Pinilla se escapó y estrelló un potente disparo en el larguero. Tras el Mundial, Pinilla se tatuó el disparo en la espalda. Debajo escribió "One centimeter from glory", que en español significa "A un centímetro de la gloria". Thiago Silva, capitán de la selección brasileña, lloró y pidió no lanzar el penalti: "He fallado dos de los tres últimos penaltis que he lanzado, y Felipão me preguntó: '¿Puedes ser el sexto?' Le dije que no. Pedí ser el último de la lista, detrás de Julio César. No tenía confianza".
En cuartos de final llegó el turno de jugar contra Colombia que venía de eliminar a otra selección sudamericana, Uruguay. Esta vez Brasil pudo resolver el partido en 90 minutos y derrotar a los colombianos por 2-1 aunque el descuento colombiano llegó en los minutos finales y Brasil tuvo que resistir el marcador hasta el término del partido. Este partido significó el final del mundial para el que fuese el mejor jugador de la selección brasileña en la fase de grupos, Neymar sufrió una lesión producto de un rodillazo que recibió en la zona lumbar de la espalda por parte de Camilo Zúñiga, el reporte médico indicaba fractura de la tercera vértebra lumbar y con esto Neymar quedaba fuera de lo que le restaba disputar a Brasil en el mundial. Tras el partido, Neymar declaró: "No tengo rencor, no siento odio. Zúñiga me llamó al día siguiente (del partido), me pidió disculpas, me dijo muchas cosas bonitas. Sólo le deseo lo mejor, que tenga éxito en su carrera".
Según el periodista Léo Miranda, la táctica de Brasil fue "presión asfixiante en la salida del rival con los delanteros, ataque directo buscando el juego físico con Hulk y la llegada de Paulinho como cuarto centrocampista; Fred en el pivote y balón aéreo para el gol en la salida". Con la baja forma técnica de algunos jugadores como Paulinho y Fred y sin la misma imposición física, Brasil no pudo repetir esa estrategia. Con un marcaje desarticulado, los dos partidos con más infracciones del Mundial fueron los de Brasil contra Chile y Colombia. En octavos de final hubo 51 infracciones, 28 de los brasileños y 23 de los chilenos. En cuartos de final, fueron 54, con 31 del equipo de Felipão y 23 de sus rivales.
Con las bajas del suspendido Thiago Silva y del lesionado Neymar, Brasil jugó contra Alemania en semifinales y terminaron goleados por 7 goles a 1, el resultado final de este partido tuvo un tremendo impacto por ser esta la peor derrota en la historia de la selección brasileña, más tarde el partido contra los alemanes fue denominado como “Mineirazo” en alusión a la derrota que también sufrió Brasil enfrentando a Uruguay en la Copa Mundial de Fútbol de 1950 y que se le conoce como “Maracanazo”. Luego de esa terrible caída en semifinales Brasil tuvo que jugar contra los Países Bajos por el tercer lugar del torneo, el equipo no pudo reponerse del golpe y continuo con su bajo desempeño, los holandeses ganaron el partido por marcador de 3-0. Contra Holanda, Thiago Silva fue sancionado sólo 98 segundos después de cometer un penalti. Fue la amonestación más rápida del Mundial. Brasil recibió 13 tarjetas amarillas en el Mundial de 2014 y se convirtió en el récord de una equipe en amonestaciones de la historia.
Así Brasil terminó su participación en la copa mundial en el cuarto puesto, decepcionando a su hinchada por el mediocre rendimiento de sus principales figuras.

## Participación

### Partidos
| Fecha       | Lugar          | Instancia                    | Local   |                    | Resultado               |                             | Visitante    |
| ----------- | -------------- | ---------------------------- | ------- | ------------------ | ----------------------- | --------------------------- | ------------ |
| 12 de junio | Sao Paulo      | Fase de grupos               | Brasil  | Bandera de Brasil  | 3:1 (1:1)               | Bandera de Croacia          | Croacia      |
| 17 de junio | Fortaleza      | Fase de grupos               | Brasil  | Bandera de Brasil  | 0:0                     | Bandera de México           | México       |
| 23 de junio | Brasilia       | Fase de grupos               | Camerún | Bandera de Camerún | 1:4 (1:2)               | Bandera de Brasil           | Brasil       |
| 28 de junio | Belo Horizonte | Octavos de final             | Brasil  | Bandera de Brasil  | 1:1 (1:1, 1:1) (3:2 p.) | Bandera de Chile            | Chile        |
| 4 de julio  | Fortaleza      | Cuartos de final             | Brasil  | Bandera de Brasil  | 2:1 (1:0)               | Bandera de Colombia         | Colombia     |
| 8 de julio  | Belo Horizonte | Semifinales                  | Brasil  | Bandera de Brasil  | 1:7 (0:5)               | Bandera de Alemania         | Alemania     |
| 12 de julio | Brasilia       | Partido por el tercer puesto | Brasil  | Bandera de Brasil  | 0:3 (0:2)               | Bandera de los Países Bajos | Países Bajos |

| Equipo  | Pts | PJ | PG | PE | PP | GF | GC | Dif |
| ------- | --- | -- | -- | -- | -- | -- | -- | --- |
| Brasil  | 7   | 3  | 2  | 1  | 0  | 7  | 2  | 5   |
| México  | 7   | 3  | 2  | 1  | 0  | 4  | 1  | 3   |
| Croacia | 3   | 3  | 1  | 0  | 2  | 6  | 6  | 0   |
| Camerún | 0   | 3  | 0  | 0  | 3  | 1  | 9  | -8  |

#### Brasil - Croacia
| 12 de junio de 2014, 17:00 | Brasil                            | (3:1) (1:1) | Croacia            | Arena de São Paulo, São Paulo                                |                                                              |
|                            | Neymar 28' 70' (pen.) · Oscar 90' | Reporte     | Marcelo 10' (a.g.) | Asistencia: 62 103 espectadores Árbitro(s): Yūichi Nishimura | Asistencia: 62 103 espectadores Árbitro(s): Yūichi Nishimura |

|  | Bandera de Brasil |  | Bandera de Croacia |  |
|  | ----------------- |  | ------------------ |  |

| Brasil              |    |              |     |     |
|                     |    |              |     |     |
| POR                 | 12 | Júlio César  |     |     |
| DEF                 | 2  | Dani Alves   |     |     |
| DEF                 | 3  | Thiago Silva |     |     |
| DEF                 | 4  | David Luiz   |     |     |
| DEF                 | 6  | Marcelo      |     |     |
| MED                 | 8  | Paulinho     |     | 63' |
| MED                 | 17 | Luiz Gustavo | 87' |     |
| MED                 | 11 | Oscar        |     |     |
| DEL                 | 7  | Hulk         |     | 68' |
| DEL                 | 9  | Fred         |     |     |
| DEL                 | 10 | Neymar       | 27' | 88' |
| Sustituciones:      |    |              |     |     |
| MED                 | 18 | Hernanes     |     | 63' |
| DEL                 | 20 | Bernard      |     | 68' |
| MED                 | 16 | Ramires      |     | 88' |
| Entrenador:         |    |              |     |     |
| Luiz Felipe Scolari |    |              |     |     |

| Croacia        |    |                  |     |     |
|                |    |                  |     |     |
| POR            | 1  | Stipe Pletikosa  |     |     |
| DEF            | 11 | Darijo Srna      |     |     |
| DEF            | 5  | Vedran Ćorluka   | 65' |     |
| DEF            | 6  | Dejan Lovren     | 69' |     |
| DEF            | 2  | Šime Vrsaljko    |     |     |
| MED            | 10 | Luka Modrić      |     |     |
| MED            | 7  | Ivan Rakitić     |     |     |
| MED            | 4  | Ivan Perišić     |     |     |
| MED            | 20 | Mateo Kovačić    |     | 61' |
| MED            | 18 | Ivica Olić       |     |     |
| DEL            | 9  | Nikica Jelavić   |     | 78' |
| Sustituciones: |    |                  |     |     |
| MED            | 14 | Marcelo Brozović |     | 61' |
| DEL            | 16 | Ante Rebić       |     | 78' |
|                |    |                  |     |     |
| Entrenador:    |    |                  |     |     |
| Niko Kovač     |    |                  |     |     |

| Árbitros asistentes: Toru Saraga Toshiyuki Nagi Cuarto oficial: Alireza Faghani Árbitro asistente de reserva: Hassan Kamranifar |

#### Brasil - México
| 17 de junio de 2014, 16:00 | Brasil | 0:0     | México | Estadio Castelao, Fortaleza                              |                                                          |
|                            |        | Reporte |        | Asistencia: 60 342 espectadores Árbitro(s): Cüneyt Çakır | Asistencia: 60 342 espectadores Árbitro(s): Cüneyt Çakır |

|  | Bandera de Brasil |  | Bandera de México |  |
|  | ----------------- |  | ----------------- |  |

| Brasil              |    |              |     |         |
|                     |    |              |     |         |
| POR                 | 12 | Júlio César  |     |         |
| DEF                 | 2  | Dani Alves   |     |         |
| DEF                 | 3  | Thiago Silva | 79' |         |
| DEF                 | 4  | David Luiz   |     |         |
| DEF                 | 6  | Marcelo      |     |         |
| MED                 | 8  | Paulinho     |     |         |
| MED                 | 17 | Luiz Gustavo |     |         |
| MED                 | 11 | Oscar        |     | 84'     |
| DEL                 | 16 | Ramires      | 45' | 46'(ET) |
| DEL                 | 9  | Fred         |     | 68'     |
| DEL                 | 10 | Neymar       |     |         |
| Sustituciones:      |    |              |     |         |
| DEL                 | 20 | Bernard      |     | 46'(ET) |
| DEL                 | 21 | Jô           |     | 68'     |
| MED                 | 19 | Willian      |     | 84'     |
| Entrenador:         |    |              |     |         |
| Luiz Felipe Scolari |    |              |     |         |

| México         |    |                         |     |     |
|                |    |                         |     |     |
| POR            | 13 | Guillermo Ochoa         |     |     |
| DEF            | 22 | Paul Aguilar            | 59' |     |
| DEF            | 2  | Francisco Rodríguez     |     |     |
| DEF            | 4  | Rafael Márquez          |     |     |
| DEF            | 15 | Héctor Moreno           |     |     |
| DEF            | 16 | Miguel Layún            |     |     |
| MED            | 6  | Héctor Herrera          |     | 76' |
| MED            | 23 | José Juan Vázquez       | 62' |     |
| MED            | 18 | Andrés Guardado         |     |     |
| DEL            | 10 | Giovani dos Santos      |     | 84' |
| DEL            | 19 | Oribe Peralta           |     | 74' |
| Sustituciones: |    |                         |     |     |
| DEL            | 14 | Javier Hernández        |     | 74' |
| MED            | 8  | Marco Fabián de la Mora |     | 76' |
| DEL            | 9  | Raúl Jiménez            |     | 84' |
| Entrenador:    |    |                         |     |     |
| Miguel Herrera |    |                         |     |     |

| Árbitros asistentes: Bahattin Duran Tarik Ongun Cuarto oficial: Svein Oddvar Moen Árbitro asistente de reserva: Kim Haglund |

#### Brasil - Camerún
| 23 de junio de 2014, 17:00 | Brasil                                      | 4:1 (2:1) | Camerún   | Estadio Nacional, Brasilia                                 |                                                            |
|                            | Neymar 16' 34' · Fred 48' · Fernandinho 83' | Reporte   | Matip 25' | Asistencia: 69 112 espectadores Árbitro(s): Jonas Eriksson | Asistencia: 69 112 espectadores Árbitro(s): Jonas Eriksson |

|  | Bandera de Brasil |  | Bandera de Camerún |  |
|  | ----------------- |  | ------------------ |  |

| Brasil              |    |              |  |         |
|                     |    |              |  |         |
| POR                 | 12 | Júlio César  |  |         |
| DEF                 | 2  | Dani Alves   |  |         |
| DEF                 | 3  | Thiago Silva |  |         |
| DEF                 | 4  | David Luiz   |  |         |
| DEF                 | 6  | Marcelo      |  |         |
| MED                 | 8  | Paulinho     |  | 46'(ET) |
| MED                 | 17 | Luiz Gustavo |  |         |
| MED                 | 11 | Oscar        |  |         |
| DEL                 | 7  | Hulk         |  | 63'     |
| DEL                 | 9  | Fred         |  |         |
| DEL                 | 10 | Neymar       |  | 71'     |
| Sustituciones:      |    |              |  |         |
| MED                 | 5  | Fernandinho  |  | 46'(ET) |
| MED                 | 16 | Ramires      |  | 63'     |
| MED                 | 19 | Willian      |  | 71'     |
| Entrenador:         |    |              |  |         |
| Luiz Felipe Scolari |    |              |  |         |

| Camerún        |    |                    |     |     |
|                |    |                    |     |     |
| POR            | 16 | Charles Itandje    |     |     |
| DEF            | 22 | Allam Nyom         |     |     |
| DEF            | 3  | Nicolas N'Koulou   |     |     |
| DEF            | 21 | Joël Matip         |     |     |
| DEF            | 2  | Henri Bedimo       |     |     |
| MED            | 18 | Eyong Enoh         | 11' |     |
| MED            | 17 | Stéphane Mbia      | 80' |     |
| MED            | 7  | Landry N'Guémo     |     |     |
| DEL            | 8  | Benjamin Moukandjo |     | 58' |
| DEL            | 10 | Vincent Aboubakar  |     | 72' |
| DEL            | 13 | Eric Choupo-Moting |     | 81' |
| Sustituciones: |    |                    |     |     |
| MED            | 20 | Edgar Salli        | 63' | 58' |
| DEL            | 15 | Pierre Webó        |     | 72' |
| MED            | 11 | Jean II Makoun     |     | 81' |
| Entrenador:    |    |                    |     |     |
| Volker Finke   |    |                    |     |     |

| Árbitros asistentes: Mathias Klasenius Daniel Wärnmark Cuarto oficial: Svein Oddvar Moen Árbitro asistente de reserva: Kim Haglund |

### Octavos de final

#### Brasil - Chile
| 28 de junio de 2014, 13:00 (UTC-3) | Brasil                                         | 1:1 (1:1) (1:1) (t. s.)(0:0 t. s.)(3:2 p.) | Chile                                      | Estadio Mineirão, Belo Horizonte                        |                                                         |
|                                    | David Luiz 17'                                 | Reporte                                    | Sánchez 31'                                | Asistencia: 57 714 espectadores Árbitro(s): Howard Webb | Asistencia: 57 714 espectadores Árbitro(s): Howard Webb |
|                                    |                                                | Tiros desde el punto penal                 |                                            |                                                         |                                                         |
|                                    | David Luiz · Willian · Marcelo · Hulk · Neymar |                                            | Pinilla · Sánchez · Aránguiz · Díaz · Jara |                                                         |                                                         |

|  | Bandera de Brasil |  | Bandera de Chile |  |
|  | ----------------- |  | ---------------- |  |

| BRASIL              |    |              |      |      |
|                     |    |              |      |      |
| POR                 | 12 | Júlio César  |      |      |
| DEF                 | 2  | Dani Alves   | 106' |      |
| DEF                 | 3  | Thiago Silva |      |      |
| DEF                 | 4  | David Luiz   |      |      |
| DEF                 | 6  | Marcelo      |      |      |
| MED                 | 5  | Fernandinho  |      | 72'  |
| MED                 | 17 | Luiz Gustavo | 60'  |      |
| MED                 | 11 | Oscar        |      | 106' |
| DEL                 | 7  | Hulk         | 55'  |      |
| DEL                 | 9  | Fred         |      | 64'  |
| DEL                 | 10 | Neymar       |      |      |
| Sustituciones:      |    |              |      |      |
| DEL                 | 21 | Jô           | 93'  | 64'  |
| MED                 | 16 | Ramires      |      | 72'  |
| MED                 | 19 | Willian      |      | 106' |
| Entrenador:         |    |              |      |      |
| Luiz Felipe Scolari |    |              |      |      |

| CHILE          |    |                  |      |      |
|                |    |                  |      |      |
| POR            | 1  | Claudio Bravo    |      |      |
| DEF            | 5  | Francisco Silva  | 40'  |      |
| DEF            | 17 | Gary Medel       |      | 108' |
| DEF            | 18 | Gonzalo Jara     |      |      |
| MED            | 4  | Mauricio Isla    |      |      |
| MED            | 20 | Charles Aránguiz |      |      |
| MED            | 21 | Marcelo Díaz     |      |      |
| MED            | 2  | Eugenio Mena     | 17'  |      |
| MED            | 8  | Arturo Vidal     |      | 87'  |
| DEL            | 7  | Alexis Sánchez   |      |      |
| DEL            | 11 | Eduardo Vargas   |      | 57'  |
| Sustituciones: |    |                  |      |      |
| MED            | 16 | Felipe Gutiérrez |      | 57'  |
| DEL            | 9  | Mauricio Pinilla | 102' | 87'  |
| DEF            | 13 | José Rojas       |      | 108' |
| Entrenador:    |    |                  |      |      |
| Jorge Sampaoli |    |                  |      |      |

| Árbitros asistentes: Michael Mullarkey Darren Cann Cuarto oficial: Felix Brych Árbitro asistente de reserva: Mark Borsch |

### Cuartos de final

#### Brasil - Colombia
| 4 de julio de 2014, 17:00 | Brasil                           | 2:1 (1:0) | Colombia             | Estadio Castelão, Fortaleza                                         |                                                                     |
|                           | Thiago Silva 6' · David Luiz 68' | Reporte   | Rodríguez 79' (pen.) | Asistencia: 60 342 espectadores Árbitro(s): Carlos Velasco Carballo | Asistencia: 60 342 espectadores Árbitro(s): Carlos Velasco Carballo |

|  | Bandera de Brasil |  | Bandera de Colombia |  |
|  | ----------------- |  | ------------------- |  |

| BRASIL              |    |              |     |     |
|                     |    |              |     |     |
| POR                 | 12 | Júlio César  | 78' |     |
| DEF                 | 23 | Maicon       |     |     |
| DEF                 | 3  | Thiago Silva | 64' |     |
| DEF                 | 4  | David Luiz   |     |     |
| DEF                 | 6  | Marcelo      |     |     |
| MED                 | 8  | Paulinho     |     | 86' |
| MED                 | 5  | Fernandinho  |     |     |
| MED                 | 11 | Oscar        |     |     |
| DEL                 | 10 | Neymar       |     | 88' |
| DEL                 | 9  | Fred         |     |     |
| DEL                 | 7  | Hulk         |     | 83' |
| Sustituciones:      |    |              |     |     |
| DEL                 | 16 | Ramires      |     | 83' |
| DEL                 | 18 | Hernanes     |     | 86' |
| MED                 | 15 | Henrique     |     | 88' |
| Entrenador:         |    |              |     |     |
| Luiz Felipe Scolari |    |              |     |     |

| COLOMBIA       |    |                        |     |         |
|                |    |                        |     |         |
| POR            | 1  | David Ospina           |     |         |
| DEF            | 18 | Camilo Zúñiga          |     |         |
| DEF            | 2  | Cristián Zapata        |     |         |
| DEF            | 3  | Mario Yepes            | 72' |         |
| DEF            | 7  | Pablo Armero           |     |         |
| MED            | 13 | Fredy Guarín           |     |         |
| MED            | 6  | Carlos Sánchez         |     |         |
| MED            | 11 | Juan Cuadrado          |     | 80'     |
| MED            | 10 | James Rodríguez        | 67' |         |
| MED            | 14 | Víctor Ibarbo          |     | 46'(ET) |
| DEL            | 9  | Teófilo Gutiérrez      |     | 70'     |
| Sustituciones: |    |                        |     |         |
| DEL            | 19 | Adrián Ramos           |     | 46'(ET) |
| DEL            | 17 | Carlos Bacca           |     | 70'     |
| MED            | 20 | Juan Fernando Quintero |     | 80'     |
| Entrenador:    |    |                        |     |         |
| José Pekerman  |    |                        |     |         |

| Árbitros asistentes: Roberto Alonso Juan Carlos Yuste Cuarto oficial: Svein Oddvar Moen Árbitro asistente de reserva: Kim Haglund |

### Semifinales

#### Brasil - Alemania
| 8 de julio de 2014, 17:00 | Brasil    | 1:7 (0:5) | Alemania                                                                | Estadio Mineirão, Belo Horizonte                            |                                                             |
|                           | Oscar 89' | Reporte   | Müller 10' · Klose 22' · Kroos 24' 25' · Khedira 28' · Schürrle 68' 78' | Asistencia: 58 141 espectadores Árbitro(s): Marco Rodríguez | Asistencia: 58 141 espectadores Árbitro(s): Marco Rodríguez |

|  | Bandera de Brasil |  | Bandera de Alemania |  |
|  | ----------------- |  | ------------------- |  |

| BRASIL              |    |              |     |         |
|                     |    |              |     |         |
| POR                 | 12 | Júlio César  |     |         |
| DEF                 | 23 | Maicon       |     |         |
| DEF                 | 4  | David Luiz   |     |         |
| DEF                 | 13 | Dante        | 68' |         |
| DEF                 | 6  | Marcelo      |     |         |
| MED                 | 5  | Fernandinho  |     | 46'(ET) |
| MED                 | 17 | Luiz Gustavo |     | 46'(ET) |
| MED                 | 20 | Bernard      |     |         |
| MED                 | 11 | Oscar        |     |         |
| MED                 | 7  | Hulk         |     |         |
| DEL                 | 9  | Fred         |     | 69'     |
| Sustituciones:      |    |              |     |         |
| MED                 | 8  | Paulinho     |     | 46'(ET) |
| MED                 | 16 | Ramires      |     | 46'(ET) |
| MED                 | 19 | Willian      |     | 69'     |
| Entrenador:         |    |              |     |         |
| Luiz Felipe Scolari |    |              |     |         |

| ALEMANIA       |    |                        |  |         |
|                |    |                        |  |         |
| POR            | 1  | Manuel Neuer           |  |         |
| DEF            | 16 | Philipp Lahm           |  |         |
| DEF            | 20 | Jérôme Boateng         |  |         |
| DEF            | 5  | Mats Hummels           |  | 46'(ET) |
| DEF            | 4  | Benedikt Höwedes       |  |         |
| MED            | 6  | Sami Khedira           |  | 76'     |
| MED            | 7  | Bastian Schweinsteiger |  |         |
| MED            | 18 | Toni Kroos             |  |         |
| DEL            | 13 | Thomas Müller          |  |         |
| DEL            | 11 | Miroslav Klose         |  | 58'     |
| DEL            | 8  | Mesut Özil             |  |         |
| Sustituciones: |    |                        |  |         |
| DEF            | 17 | Per Mertesacker        |  | 46'(ET) |
| MED            | 9  | André Schürrle         |  | 58'     |
| MED            | 14 | Julian Draxler         |  | 76'     |
| Entrenador:    |    |                        |  |         |
| Joachim Löw    |    |                        |  |         |

| Árbitros asistentes: Marvin Torrentera Marcos Quintero Cuarto oficial: Mark Geiger Árbitro asistente de reserva: Mark Hurd |

### Partido por el tercer puesto

#### Brasil - Países Bajos
| 12 de julio de 2014, 17:00 | Brasil | 0:3 (0:2) | Países Bajos                                     | Estadio Nacional, Brasilia                                  |                                                             |
|                            |        | Reporte   | van Persie 2' (pen.) · Blind 16' · Wijnaldum 90' | Asistencia: 68 034 espectadores Árbitro(s): Djamel Haimoudi | Asistencia: 68 034 espectadores Árbitro(s): Djamel Haimoudi |

|  | Bandera de Brasil |  | Bandera de los Países Bajos |  |
|  | ----------------- |  | --------------------------- |  |

| BRASIL              |    |              |     |         |
|                     |    |              |     |         |
| POR                 | 12 | Júlio César  |     |         |
| DEF                 | 23 | Maicon       |     |         |
| DEF                 | 2  | Thiago Silva | 2'  |         |
| DEF                 | 4  | David Luiz   |     |         |
| DEF                 | 14 | Maxwell      |     |         |
| MED                 | 8  | Paulinho     |     | 57'     |
| MED                 | 17 | Luiz Gustavo |     | 46'(ET) |
| MED                 | 16 | Ramires      |     | 73'     |
| MED                 | 19 | Willian      |     |         |
| MED                 | 11 | Oscar        | 68' |         |
| DEL                 | 21 | Jô           |     |         |
| Sustituciones:      |    |              |     |         |
| MED                 | 5  | Fernandinho  | 54' | 46'(ET) |
| MED                 | 18 | Hernanes     |     | 57'     |
| DEL                 | 7  | Hulk         |     | 73'     |
| Entrenador:         |    |              |     |         |
| Luiz Felipe Scolari |    |              |     |         |

| PAÍSES BAJOS   |    |                     |     |        |
|                |    |                     |     |        |
| POR            | 1  | Jasper Cillessen    |     | 90'+3' |
| DEF            | 15 | Dirk Kuyt           |     |        |
| DEF            | 3  | Stefan De Vrij      |     |        |
| DEF            | 2  | Ron Vlaar           |     |        |
| DEF            | 4  | Bruno Martins Indi  |     |        |
| DEF            | 5  | Daley Blind         |     | 70'    |
| MED            | 20 | Georginio Wijnaldum |     |        |
| MED            | 16 | Jordy Clasie        |     | 90'    |
| MED            | 8  | Jonathan de Guzmán  | 36' |        |
| DEL            | 9  | Robin van Persie    |     |        |
| DEL            | 11 | Arjen Robben        | 9'  |        |
| Sustituciones: |    |                     |     |        |
| DEF            | 7  | Daryl Janmaat       |     | 70'    |
| DEF            | 13 | Joël Veltman        |     | 90'    |
| POR            | 22 | Michel Vorm         |     | 90'+3' |
| Entrenador:    |    |                     |     |        |
| Louis van Gaal |    |                     |     |        |

| Árbitros asistentes: Rédouane Achik Abdelhalk Etchiali Cuarto oficial: Yuichi Nishimura Árbitro asistente de reserva: Toru Sagara |

## Estadísticas

### Participación de jugadores
| #  | Pos        | Jugador     | PJ (T/S) | Minutos Jugados | Goles recibidos | Atajos | Tarjetas Amarillas | Doble Tarjeta Amarilla y Roja | Tarjetas Rojas |
| -- | ---------- | ----------- | -------- | --------------- | --------------- | ------ | ------------------ | ----------------------------- | -------------- |
| 1  | Guardameta | Jefferson   | 0        | 0               | 0               | 0      | 0                  | 0                             | 0              |
| 12 | Guardameta | Júlio César | 7 (7/0)  | 660'            | 14              | ?      | 1                  | 0                             | 0              |
| 22 | Guardameta | Victor      | 0        | 0               | 0               | 0      | 0                  | 0                             | 0              |

| #  | Pos            | Jugador       | PJ (T/S) | Minutos Jugados | (P)   | Asistencias | Tarjetas Amarillas | Doble Tarjeta Amarilla y Roja | Tarjetas Rojas |
| -- | -------------- | ------------- | -------- | --------------- | ----- | ----------- | ------------------ | ----------------------------- | -------------- |
| 2  | Defensa        | Daniel Alves  | 4 (4/0)  | 390'            | 0     | 0           | 1                  | 0                             | 0              |
| 3  | Defensa        | Thiago Silva  | 6 (6/0)  | 570'            | 1     | 0           | 3                  | 0                             | 0              |
| 4  | Defensa        | David Luiz 2° | 7 (7/0)  | 660'            | 2     | 0           | 0                  | 0                             | 0              |
| 5  | Centrocampista | Fernandinho   | 5 (3/2)  | 296'            | 1     | 0           | 1                  | 0                             | 0              |
| 6  | Defensa        | Marcelo       | 6 (6/0)  | 570'            | 0     | 0           | 0                  | 0                             | 0              |
| 7  | Delantero      | Hulk          | 6 (5/1)  | 397'            | 0     | 0           | 1                  | 0                             | 0              |
| 8  | Centrocampista | Paulinho      | 6 (5/1)  | 386'            | 0     | 0           | 0                  | 0                             | 0              |
| 9  | Delantero      | Fred          | 6 (6/0)  | 471'            | 1     | 0           | 0                  | 0                             | 0              |
| 10 | Delantero      | Neymar        | 5 (5/0)  | 457'            | 4 (1) | 1           | 1                  | 0                             | 0              |
| 11 | Centrocampista | Oscar         | 7 (7/0)  | 640'            | 2     | 1           | 1                  | 0                             | 0              |
| 13 | Defensa        | Dante         | 1 (1/0)  | 90'             | 0     | 0           | 1                  | 0                             | 0              |
| 14 | Defensa        | Maxwell       | 1 (1/0)  | 90'             | 0     | 0           | 0                  | 0                             | 0              |
| 15 | Defensa        | Henrique      | 1 (0/1)  | 2'              | 0     | 0           | 0                  | 0                             | 0              |
| 16 | Centrocampista | Ramires       | 7 (2/5)  | 247'            | 0     | 0           | 1                  | 0                             | 0              |
| 17 | Centrocampista | Luiz Gustavo  | 6 (6/0)  | 526'            | 0     | 1           | 2                  | 0                             | 0              |
| 18 | Centrocampista | Hernanes      | 3 (0/3)  | 64'             | 0     | 0           | 0                  | 0                             | 0              |
| 19 | Centrocampista | Willian       | 5 (1/4)  | 150'            | 0     | 0           | 0                  | 0                             | 0              |
| 20 | Delantero      | Bernard       | 3 (1/2)  | 156'            | 0     | 0           | 0                  | 0                             | 0              |
| 21 | Delantero      | Jô            | 3 (1/2)  | 168'            | 0     | 0           | 1                  | 0                             | 0              |
| 23 | Defensa        | Maicon        | 3 (3/0)  | 270'            | 0     | 0           | 0                  | 0                             | 0              |